# Republica Munster
Republica Munster (engleză Munster Republic) a fost un termen folosit de Irlandezii republicani de a desemna un teritoriu pe care aceștia l-au controlat în provincia Munster a Irlandei la începutul Războiului Civil Irlandez (anul 1922).
După prima săptămână de lupte din Războiul Civil (28 iunie - 5 iulie 1922), Dublin era ocupat de cei care susțineau Tratatul anglo-irlandez și Statul liber Irlandez.  Principala fortăreață a forțelor anti-tratat (Republicanii irlandezi) a devenit Republica Munster - ținuturile de la sud de o linie ce unea Limerick și Waterford.  Liam Lynch, comandantul republican, spera să folosească "Republica" drept mijloc de renegociere a Tratatului, și spera să reconstituie Republica Irlanda din 1919 - 1921.   Lynch a fost criticat dur de unii republicani pentru această atitudine defensivă.  Aceștia considerau că el ar fi trebuit să acționeze ofensiv pentru a aduce războiul la un sfârșit rapid.
Totuși, părții Anti-Tratat (susținută de majoritatea Armatei Republicane Irlandeze), îi lipseau unitățile de artilerie și de blindate, ambele obținute de Statul Liber de la britanici.  Statul Liber a lansat o ofensivă împotriva Republicii Munster în iulie 1922.  Limerick și Waterford au fost ușor cucerite, iar Cork a devenit ultimul ținut independent de Statul Liber.  Michael Collins a trimis Armata Statului Liber pe mare la Cork și la Fenit, iar Cork a fost recucerit la 10 August.  Sfârșitul Republicii a rezultat în forțarea opoziției Tratatului în zonele rurale și la lupte de gherilă.